# Der kleine Bibelfuchs
Der kleine Bibelfuchs  (jap. 手塚治虫の旧約聖書物語, Tezuka Osamu no Kyūyaku Seisho Monogatari, „Osamu Tezukas Erzählung vom Alten Testament“, engl. In the Beginning: The Bible Stories, ital. In principio: Storie dalla Bibbia) ist eine 26-teilige Zeichentrickserie, basierend auf den Büchern des Autors Hidenori Kumai, illustriert von Kozumi Shinozawa und Atsuko Ogawa und vom Verlag Manga Messiah herausgebracht. Die Serie behandelt die Geschichte des Alten Testaments aus der Bibel von der Entstehung der Welt und des Menschen durch Gott bis zur Geburt Jesu in leicht verständlicher Sprache für Kinder.

## Handlung
Der Erzähler der Geschichte zitiert häufig Textstellen aus der Heiligen Schrift. Beispiele: „Gott sprach, es werde Licht! und es ward Licht. Und Gott war zufrieden mit dem, was er sah. Dann schied er das Licht von der Dunkelheit und nannte das Licht Tag und die Dunkelheit Nacht. Und die Nacht ging und der Morgen kam, dies war der erste Tag.“ „Seid fruchtbar und mehret euch und …“ „Und von allem Lebendigen, von allem Fleische sollst du je zwei von allem in die Arche einbringen …“
„… mache die Arche und verpiche (versiegle) sie von innen und außen mit Pech …“
Ein kleiner, männlicher Fuchs erzählt von den Ereignissen aus dem Alten Testament, von der Schöpfung bis zur Geburt Jesu, und greift meist tollpatschig in das Geschehen ein. In der Folge Die Arche Noah findet er endlich eine Gefährtin. Auch Gott greift in manchen Folgen indirekt durch Boten (Engel in weißen Gewändern) in den Verlauf der Geschichte ein.

## Titel der einzelnen Folgen
| deutscher Titel               | japanischer Titel          | italienischer Titel            |
| ----------------------------- | -------------------------- | ------------------------------ |
| Adam und Eva                  | 天地創造                   | I signori della Terra          |
| Kain und Abel                 | カインとアベル             | I figli di Adamo               |
| Die Arche Noah                | ノアの箱舟                 | L' avventura di Noè            |
| Der Turmbau zu Babel          | バベルの塔                 | Una torre fino al cielo        |
| Abraham                       | 父アブラハム               | Abramo il patriarca            |
| Sodom und Gomorra             | ソドムとゴモラ             | Sodoma e Gomorra               |
| Isaak und Ismael              | イサクとイシュマエル       | Ismaele                        |
| Die Prüfung                   | アブラハム、イサクを捧げる | Il destino di Isacco           |
| Josef und seine Brüder        | ヨセフの夢占い             | Venduto dai fratelli           |
| Die sieben mageren Jahre      | ヤコブ一族の再会           | Il trionfo di Giuseppe         |
| Moses                         | モーセの誕生               | Mosè l'egiziano                |
| Der brennende Dornbusch       | 砂漠の火                   | Il fuoco nel deserto           |
| Die zehn Plagen               | モーセとファラ             | Mosè e il faraone              |
| Der Auszug aus Ägypten        | エジプト脱出               | L'Esodo                        |
| Die Zehn Gebote               | 十戒                       | La legge scolpita sulla pietra |
| Das goldene Kalb              | イスラエルの裏切り         | Il vitello d'oro               |
| Das gelobte Land              | 約束の地                   | La Terra Promessa              |
| Jericho                       | エリコ                     | Gerico                         |
| Der König Israels             | 初めての王サウル           | Un re per Israele              |
| David und Goliath             | サウルの敗北               | La sconfitta di Saul           |
| Natan, der Prophet            | ダビデ王                   | Il seme di Davide              |
| König Salomo                  | ソロモンの王国             | Il regno di Salomone           |
| Gefangen in Babylon           | バビロン捕囚               | L'esilio di Israele            |
| Das Ende der Gefangenschaft   | 奴隷からの解放             | Gerusalemme, Gerusalemme       |
| Drei Weise aus dem Morgenland | 砂漠の預言者たち           | Profeti del deserto            |
| Die Geburt Jesu               | イエスの誕生               | Una stella brilla ad Oriente   |

## Inhaltsangabe der Folgen

### Folge 1
In Adam und Eva wird von der Erschaffung der Welt in sechs Tagen und der anschließenden Erschaffung der ersten Menschen, Adam und Eva, sowie deren Leben und schließlichen Verbannung aus dem Paradies Garten Eden und der Geburt von Kain und Abel erzählt.

### Folge 2
Kain und Abel handelt vom Tun Kains und Abels sowie dem Darbringen eines Opfers an Gott. Als ein Opfer abgelehnt wird, tötet der verschmähte Kain seinen Bruder Abel. Man erfährt von Gottes Reaktion darauf.

### Folge 3
Die Arche Noah behandelt die alles zerstörende, von Gott gemachte Sintflut. Nur Noah, dem von Gott ein Zeichen geschickt wurde, kann mit seiner Familie und je einem Paar aller lebenden Tiere auf seiner selbstgebauten Arche entkommen.

### Folge 4
Turmbau zu Babel erzählt die Geschichte vom Bau eines Turmes, mit dem die Menschen Gott näher kommen wollen. Gott erzürnt und sorgt mit der Sprachverwirrung dafür, dass die Menschen einander nicht mehr verstehen.

### Folge 5
Abraham zeigt, wie der Sohn eines Nachfahren Noahs das Land Haram verlässt, um wie von dem einzig wahren Gott befohlen, der Stammvater eines neuen Volkes zu werden. Zudem lehnt er alle (falschen) Götter ab. Er zeugt zuerst mit der Sklavin Hagar den Sohn Ismael, dann mit seiner Frau Sarah seinen zweiten Sohn Isaak.

### Folge 6
Behandelt wird der Einzug Lots und seiner Leute in die Städte Sodom und Gomorra. Doch Gott erkennt, dass die Menschen ihn nicht achten, und er zerstört die beiden Orte. Nur Lot und seinen Leuten gelingt die Flucht. Als Lots Frau sich verbotenerweise noch einmal umblickt, wird sie von Gott bestraft und erstarrt zur Salzsäule.

### Folge 7
Als Abraham die Hoffnung auf eigene Kinder schon aufgegeben hat, schickt ihm Gott die Nachricht von der Geburt seiner zwei Söhne. Ismaels Mutter ist die Sklavin Hagar und die Mutter von Isaak ist Abrahams Frau Sarah. Abrahams Frau will, dass ihr Mann Hagar und Ismael verjagt, Abraham will es aber nicht. Wegen Sarahs Missgunst ziehen Hagar und Ismael freiwillig in die Wüste. Ihre Nachfahren sind die Ismaeliten, die Vorfahren eines Teils der Araber.

### Folge 8
Abraham und sein Gefolge reist aus der Stadt Haran ins Land Kanaan. Lot und andere Überlebende stoßen zu Abrahams Sippschaft. Isaak wird erwachsen. Gott will, dass Abraham seinen Sohn opfert, um seine Glaubensstärke zu prüfen.

### Folge 9
Josef, den sein Vater angeblich immer seinen älteren Brüdern vorzieht, wird in die Sklaverei nach Ägypten verkauft. So gelangt er an den Hof des Pharaos und sagt Ägypten sieben gute und sieben schlechte Jahre voraus.

### Folge 10
Die sieben mageren Jahre erzählt von der von Josef vorausgesagten Hungersnot und deren Folgen für Ägypten. Auch im Land Kanaan herrscht Hunger, der die Bewohner nach Ägypten treibt, um Lebensmittel zu kaufen. Seine älteren Brüder stoßen auf Josef. Er verzeiht ihnen ihre Untat.

### Folge 11
Moses wird geboren und von seinen Eltern ausgesetzt, um ihn zu retten. Er wird von einer Ägypterin gefunden und gelangt an den Hof des ägyptischen Herrschers. Dort arbeitet er sich vom Sklaven zum Vertrauten des Pharaos hoch.

### Folge 12
Moses verschlägt es in die Wüste, nachdem er einen Ägypter am königlichen Hof ermordet hat. Er wird Hirte bei einer Nomadenfamilie, die er dort trifft.

### Folge 13
Die Hebräer haben ein schweres Leben in Ägypten und ziehen fort, nachdem Gott die Ägypter mit Plagen gestraft hat.

### Folge 14
Gott teilt für die Hebräer die Wasser des Meeres. Die Flüchtlinge durchqueren erfolgreich die Wüste. Die Ägypter werden durch Gottes Hand vernichtet; den Hebräern sendet er ein Wunder (Fleisch und Mehl), um ihnen zu helfen.

### Folge 15
Moses besteigt den Berg Sinai. Dort übergibt Gott ihm die Zehn Gebote, zwischenzeitlich bauen die Hebräer einen Tempel, um Gott zu ehren. Sie verlieren das Vertrauen in Moses, weil er nicht zurückkommt, wenden sich schließlich vom einzig wahren Gott ab und erschaffen sich ein Götzenbild.

### Folge 16
Die Hebräer bauen, weil sie das Vertrauen in Gott verloren haben, einen Tempel und huldigen einem Götzen in Form eines Goldenen Kalbes. Doch Moses ist erzürnt und zerstört das Götzenbild in Gottes Auftrag. Moses bringt vom Berg die Tafel mit den Zehn Geboten herunter und verkündet diese, danach werde die Steintafeln in der Bundeslade verwahrt.

### Folge 17
Die Israeliten ziehen mit Moses weiter durch die Wüste ins Land Kanaan. Mit Gottes Hilfe besiegen sie all ihre Feinde. Durch von Gott gesandte Wunder (Wüstenregen u. a.) überleben sie den gefährlichen Marsch durch die Wüste. Bevor sie Kanaan erreichen, erfüllt sich Gottes Vorhersage und Moses stirbt. Josua führt als sein Nachfolger die Israeliten nach Kanaan.

### Folge 18
Josua führt die Israeliten nach Jericho. Mit Gottes Hilfe und durch den Schall von Posaunen fällt die bisher uneinnehmbare Stadt am siebenten Tag der Belagerung.

### Folge 19
Die Stämme Israels kämpfen im Namen Gottes gegeneinander um die Vorherrschaft im Gelobten Land. Erst König Saul schafft Frieden und vereint die verschiedenen Stämme.

### Folge 20
König Saul holt sich den jungen David als Musiker an den Hof, um sich von den andauernden Kämpfen abzulenken. David verspricht dem König den Riesen Goliath zu besiegen. König Saul wendet sich von Gott ab. Als er stirbt, wird David der neue König Israels.

### Folge 21
Die Hebräer erreichen und erobern die Stadt Jerusalem, der Königspalast und die Götzenbilder werden vernichtet. David vereint die Zwölf Stämme Israels unter sich, doch die nachbarschaftlichen Stämme sind ihnen weiterhin feindlich gesinnt. Um Gott zu ehren, wollen sie einen Tempel erbauen. David hat eine Vorahnung, dass dies Gott erzürnen würde, und der Bau unterbleibt.

### Folge 22
Der Nachfolger König Davids, König Salomo, darf den Tempel, in dessen Mitte sich die Bundeslade befindet, erbauen. Er erwirbt sich hohes Ansehen, weil er harte aber gerechte Urteile fällt. Er warnt sein Volk abermals davor, den Pfad Gottes zu verlassen und damit Gott zu verärgern.

### Folge 23
Jerusalem wird von den Babyloniern erobert. Die Israeliten werden in die Sklaverei nach Babylon gebracht. Doch ihr hartes Leben wird durch den Glauben an ihren Gott erträglich, von dem sie hoffen, dass er sie eines Tages erlösen wird.

### Folge 24
Während der langen babylonischen Gefangenschaft schreiben die Israeliten die Heilige Schrift des Alten Testaments nieder. Die Perser unter König Kyros erobern und zerstören die Stadt Babylon. Die Israeliten dürfen in ihre Heimat ziehen.

### Folge 25
Nach 50 Jahren im Exil in Babylon bauen die Israeliten das zerstörte Jerusalem wieder auf. Gott fordert die Menschen immer wieder auf, nur an den einzigen, wahren Gott zu glauben. Die Römer haben ganz Israel besetzt, dennoch haben die Israeliten den Glauben an Gott, der sie schon oft gerettet hat, noch nicht verloren. Die Ankunft des Messias wird durch einen Stern prophezeit. Die Engel sagen Maria die Geburt des Messias voraus. Die Heiligen Drei Könige machen sich mit Geschenken auf die Suche nach dem Heiligen Kind. Die ersten Bibelübersetzungen in fremden Sprachen werden verfasst.

### Folge 26
Wegen einer Volkszählung müssen sich alle Israeliten in ihren Geburtsort begeben, darunter auch Josef und Maria nach Betlehem. Der Stern von Betlehem kündigt die Geburt des Messias (Jesus Christus) an. Weil in Betlehem alle Herbergen belegt sind, suchen sie Unterschlupf in einem Stall, wo der Messias geboren wird. Ein helles Licht vom Himmel verkündet den Menschen die Geburt des Gottessohnes.

## Figuren

### Hauptfiguren
- Der kleine Bibelfuchs

### Nebenfiguren
- Adam und Eva (Folge 1)
- Kain und Abel (Folge 2)
- Noah und seine Familie (Folge 3)
- Bewohner der Stadt Babel (Folge 4)
- Abraham (Folge 5)
- Lot und seiner Familie, Bewohner der Städte Sodom und Gomorra (Folge 6)
- Ismael, Sarah und Isaak, Hagar, Abraham (Folge 7)
- Abraham, Isaak, Abimelech und seine Krieger (Folge 8)
- Josef und seine elf Brüder, ägyptischer Pharao, Nomadenfamilie (Folgen 9 bis 14)
- Moses (Folgen 11 bis 15)
- Aaron (Folgen 11 bis 16)
- Zibora (Folgen 12 bis 16)
- Volk Israels (Folge 10, 11, 13 bis 20, 24, 25)
- Josuar (Folge 17, 18)
- Amurriter, Bewohner der Stadt Jericho (Folge 17)
- Rahab (Folge 18)
- Deborah, Gidion, Volk der Midianiter (Folge 19)
- Lamit, Riese Goliath, Michalk, Samuel, König Saul (Folge 20)
- David, dann König David (Folge 20, 21)
- König Salomo (Folge 21, 22)
- Königin von Saba (Folge 21)
- König Nebukadnezar (Folge 22 bis 24)
- Nun, Ibija (Folge 22, 23)
- Perserkönig Guross, Prinz Beschzar, babylonischer König Kyros (Folge 24)
- Die Heiligen Drei Könige, Jesus Christus, Jungfrau Maria, Römer, König Herodes (Folge 25, 26)

## Sprecher und Synchronisation
| Rolle (jp./dt.) | Japanische Sprecher       | Deutscher Synchronsprecher |
| --------------- | ------------------------- | -------------------------- |
| Erzähler        | Akira Kume                | Thomas Albus               |
| Adam            | Kinryu Arimoto            | Ekkehardt Belle            |
| Eve/Eva         | Yorie Terauchi            | Ute Brankatsch             |
| Gott            | Hidekatsu Shibata         | Frank Glaubrecht           |
| Cain/Kain       | Katsuhiro Kitagawa        | Walter von Hauff           |
| Abel            | Mitsuru Miyamoto          | Crock Krumbiegel           |
| Bibelfuchs      | Mayumi Tanaka             | Sandra Schwittau           |
| Moses           | Tessho Genda Manabu Ino   | Ulrich Bernsdorff          |
| Pharao          | Mitsuru Miyamoto          | Willi Röbke                |
| Abraham         | Seizō Katō                | Norbert Gastell            |
| Jakob           | Yonehiko Kitagawa         | Niels Clausnitzer          |
| Noah            | Yuzuru Fujimoto           | Walter Reichelt            |
| Noahs Frau      | Sho Saito                 | Alice Franz                |
| Amram           |                           | Thomas Rauscher            |
| Sklavenhändler  |                           | Walter Reichelt            |
| Hohepriester    |                           | Thomas Reiner              |
| König Saul      | Takaya Hashi              | Randolf Kronberg           |
| David           | Unsho Ishizuka Hiro Yuuki |                            |
| Riese Goliath   | Yu Shimaka                | Manfred Erdmann            |
| Lot             | Ryuji Nakagi              | Fred Maire                 |
| Lots Ehefrau    |                           | Dagmar Dempe               |

## Produktion
Für die Produktion der japanischen Originalausgabe der Serie in den Jahren 1980 bis 1992 nach den Büchern von Osamu Tezuka im Auftrag von Nippon Animation waren die Firmen RAI und Tezuka Productions zuständig. Auch der Vatikan sowie die Sender und Firmen Christian Broadcasting Network, Tatsunoko Production, Nippon TV, Radiotelevisione Italiana und RAI Uno haben an der Produktion der Serie mitgewirkt. Regie führte Osamu Dezaki, für die Effekte zuständig war Osamu Tezuka. Das Drehbuch haben Luciano Scaffa, Guerrino Gentilini und Luca Lamonaca geschrieben. Als Gestalter der Figuren haben Osamu Tezuka und Shinji Seiya gewirkt. Die Musik stammt von Katsuhisa Hattori, produziert von APU Studio. Die Firmen Tezuka Production, Cosmos Studio und Takahashi Production unterstützten die Animation, das Drehbuch, Aufzeichnung und die Produktion der Serie. Die deutsche Synchronisation übernahmen Marika von Radvanyi, Ute Weitzel und Stephan Keicher und die Firma Raino.

## Fernsehausstrahlung und weitere Veröffentlichungen
Ab 2. Oktober 1989 bis 1997 hatte die Serie in Japan bei NTV Broadcasted Television Series Fernsehpremiere. Ab 1991 wurde die Serie zum ersten Mal in Deutschland auf Premiere ausgestrahlt. Weiters lief sie in den Jahren 1993 bis 2012 auf Sat.1, KIKA, Junior, Premiere Start und Anixe. In Italien wurde die Serie 1992 bei RAI ausgestrahlt, auch in Österreich lief sie.
Zur Serie wurde auch zwei Computerspiele unter den Titeln Der kleine Bibelfuchs (Teil 1) und Der kleine Bibelfuchs (Teil 2) veröffentlicht. Die komplette Serie erschien auch als Hörbuch.
Der Autor Yoshikazu Yasuhiko schuf zu dem Thema auch ein Buch (engl. Titel: In the Beginning: Bible Stories) mit Zeichnungen von Jane Ray, veröffentlicht vom Verlag Orchard Books im Jahre 1997 sowie eine weitere Mangaserie mit dem Titel The God of Manga.